# Noordoewer

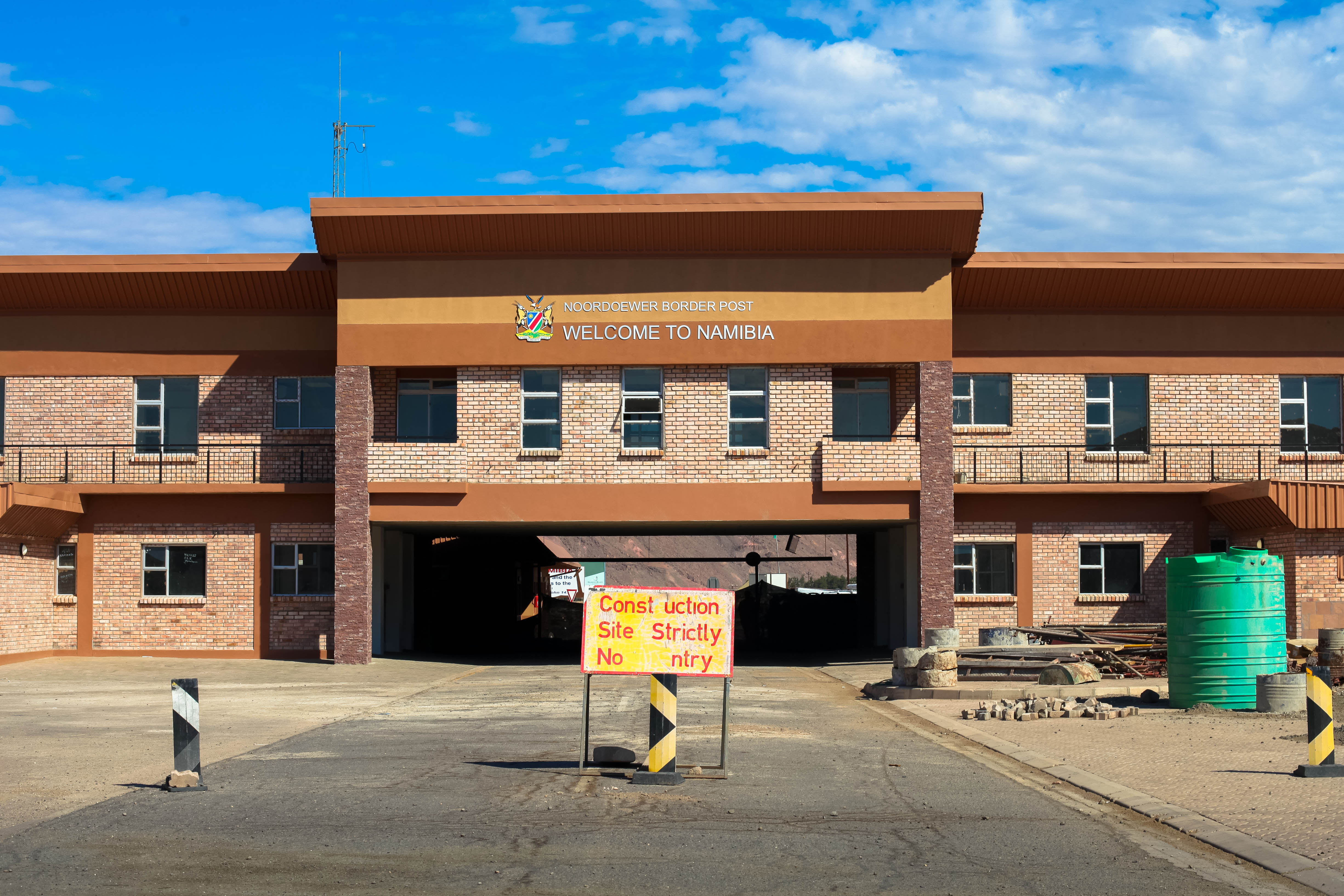
Grenzübergang Noordoewer in Richtung Namibia

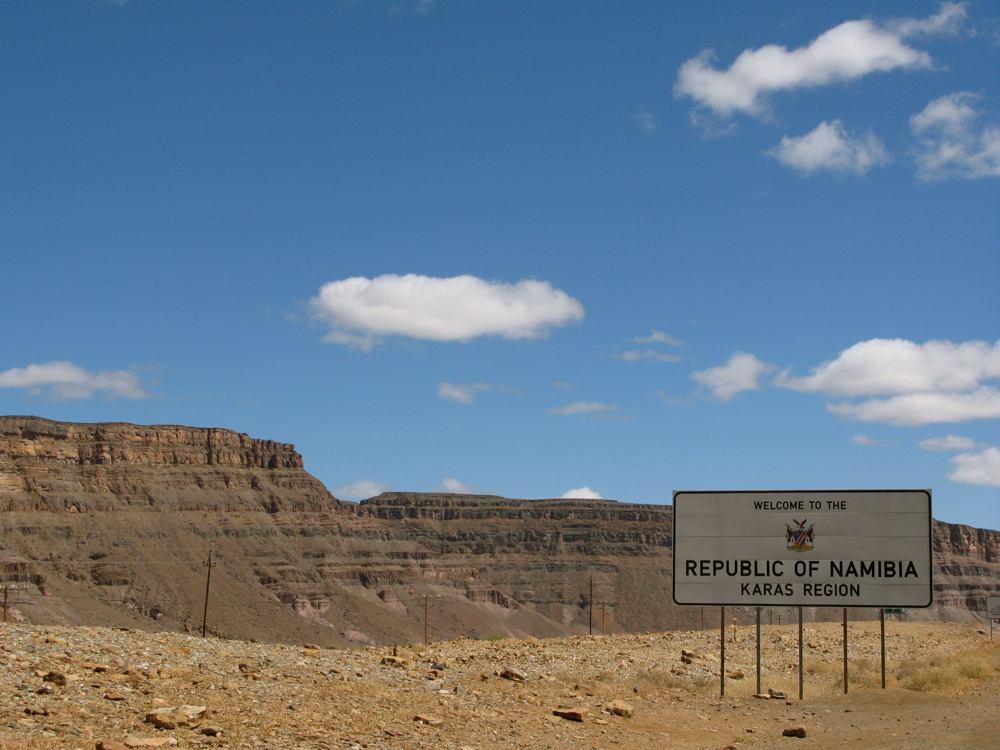
Kurz hinter der Grenze

Noordoewer (deutsch Nordufer) ist eine Siedlung und namibischer Grenzübergang zum südlich gelegenen Südafrika, etwa 120 Kilometer von Grünau entfernt und bildet auf dem Nordufer des Oranje eine nördliche Landzunge. Bis Mitte der 2000er Jahre hatte die Siedlung den Status eines Dorfes und versucht diesen seit 2009 wiederzuerlangen.
Noordoewer ist Verwaltungssitz des Wahlkreises Karasburg-West auf etwa 300 m. Die Umgebung flussabwärts entlang am Oranje, insbesondere die Gegend von Aussenkehr, ist für ihren Tafeltraubenanbau bekannt. Die Trauben werden unter anderem nach Südafrika und Europa exportiert.

## Grenze
Die Grenze Noordoewer ist durchgehend geöffnet und mit dem südafrikanischen Grenzposten Vioolsdrift durch eine Straßenbrücke über den Fluss verbunden. Der Grenzübergang ist südlicher Endpunkt der Namibischen Nationalstraße B1, welche ganz Namibia von Nord nach Süd durchzieht; ab Vioolsdrift führt eine Schnellstraße (N7) weiter bis nach Kapstadt.